# 52703 Bernardleblanc
52703 Bernardleblanc è un asteroide della fascia principale. Scoperto nel 1998, presenta un'orbita caratterizzata da un semiasse maggiore pari a 3,090752 UA e da un'eccentricità di 0,129538, inclinata di 0,925857° rispetto all'eclittica. Ha un diametro di 6,331 km.